# Capitan Marvel (Marvel Comics)
Capitan Marvel (Captain Marvel) è il nome di diversi personaggi dei fumetti, tutti supereroi, pubblicati dalla Marvel Comics. Il primo e più noto di questi è stato Mar-Vell, creato da Stan Lee e da Gene Colan nel 1967.

## Mar-Vell
Prima apparizione originale: Marvel Super-Heroes n. 12 (dicembre 1967)
Prima apparizione italiana: Fantastici 4 n. 15 (I serie, ottobre 1971)
Il primo dei Capitan Marvel è un ufficiale militare alieno, il Capitano Mar-Vell della Milizia imperiale Kree, venuto sulla Terra per spiarla. Alla fine Mar-Vell, stanco degli intenti maligni dei suoi superiori, si allea con i terrestri e viene considerato un traditore dai Kree. Da quel giorno l'eroe combatte per difendere la Terra da tutte le minacce, aliene e non.
Più tardi il personaggio viene ridefinito da Roy Thomas e Gil Kane. Esiliato nella Zona Negativa dall'Intelligenza Suprema, l'unico modo che ha per tornare temporaneamente è scambiare i propri atomi con quelli di Rick Jones attraverso degli speciali bracciali chiamati Nega-Bande. Inoltre ottiene dei superpoteri e la sua tuta militare Kree viene sostituita con un nuovo costume rosso e blu.
In seguito la figura di Mar-Vell viene leggermente modificata e ripresa da Jim Starlin. Il capitano viene liberato dalla Zona Negativa e diventa un campione cosmico, tanto da essere chiamato dall'entità cosmica Eon al ruolo di "Protettore dell'Universo". Assieme, l'eroe e Rick continuano la battaglia contro il male. Uno dei suoi principali nemici è Thanos, un adoratore della Morte. Presto Mar-Vell diventa alleato dei Titaniani e una di loro, Elysius, diventa la sua compagna.
La sua carriera termina quando sviluppa un cancro inoperabile, risultato dell'esposizione al gas nervino durante una battaglia con Nitro. Muore su Titano, sotto gli occhi di tutti i supereroi della Marvel.

## Monica Rambeau
Prima apparizione originale: Amazing Spider-Man Annual n. 16 (1982)
Prima apparizione italiana: L'Uomo Ragno n. 21 (III serie, febbraio 1990)
Il secondo Capitan Marvel è Monica Rambeau, una sergente della Guardia Costiera di New Orleans in grado di trasformarsi in qualsiasi forma di energia. Ad un certo punto i suoi poteri vengono modificati: non può più diventare energia ma può generare campi di forza. È un membro dei Vendicatori e loro leader per un certo periodo. Usa il nome di Photon per parecchio tempo, fino a che Genis-Vell incomincia ad utilizzare lo stesso nome, allora lei inizia a farsi chiamare Pulsar.
In seguito Monica prende parte alla H.A.T.E. (Highest Anti-Terrorism Effort, in italiano la Più Forte Opera Anti-Terrorismo), nella serie intitolata Nextwave. In questa storia il gruppo viene creato per combattere le Armi Bizzarre di Distruzione di Massa. Il gruppo include Pulsar, il "Capitano", Boom Boom, Aaron Stack ed Elsa Bloodstone.

## Genis-Vell
Prima apparizione originale: Silver Surfer Annual n. 6 (dicembre 1993)
Prima apparizione italiana: Silver Surfer n. 6 (II serie, ottobre 1995)
Il terzo Capitan Marvel è Genis-Vell, il figlio in provetta di Mar-Vell e di Elysius, creato delle cellule rimaste del padre e simile del tutto a lui nell'aspetto, ma non nella persona. Genis, come suo padre indossa le Nega-Bande, possiede la Conoscenza Cosmica e combatte al fianco di Rick Jones per un certo periodo. Sebbene la coppia non si trovi bene all'inizio, con il tempo diventano buoni amici. Però Genis impazzisce e tenta di distruggere l'universo.
Dopo essersi suicidato e poi resuscitato da solo - con l'aiuto del Barone Zemo - Genis-Vell si unisce ai Thunderbolts con il nome di Photon. Tuttavia Zemo, per accelerare la resurrezione, lega Genis alla fine dei tempi, causando un effetto degenerante sull'universo. Per proteggere la sua vita e l'universo, il Barone uccide Photon e sparge i suoi pezzi attraverso il tempo e nella dimensione Darkforce.

## Phyla-Vell
Prima apparizione originale: come Phyla-Vell in Captain Marvel (Vol. 5) n. 16 (gennaio 2004) e come Capitan Marvel in Captain Marvel (Vol. 5) n. 17 (febbraio 2004).
Prima Apparizione Italiana: Marvel Crossover n. 44 - Annihilation 1 (febbraio 2007).
Phyla-Vell appare nel crossover Annihilation, tra le file del Fronte Unito Nova con l'obiettivo di fermare il potente Annihilus. Durante gli avvenimenti di Realm of Kings viene uccisa da un appena rinato Thanos.
Phyla-Vell ha una forza sovrumana, può sparare raffiche di energia, volare e assorbire l'energia e usarla come arma. La ragazza possiede la Conoscenza Carnale ed è un'abilissima combattente. Ha inoltre ereditato le potenti Bande Quantiche appartenute all'ex Vendicatore Quasar (Wendell Elvis Vaughn).
È inoltre apertamente lesbica ed ha una relazione sentimentale con Dragoluna.

## Noh-Varr
Il nuovo Capitan Marvel è Noh-Varr, soldato-ingegnere Kree che arriva sulla Terra-616 (quella della continuity principale dell'Universo Marvel) da una dimensione parallela. La sua missione lo aveva portato ad esplorare milioni di realtà alternative prima che la sua nave per viaggi interdimensionali avesse un guasto e lo imprigionasse sulla Terra dei supereroi Marvel. Durante l'incidente perde il resto dell'equipaggio e si trova impossibilitato a tornare nel suo Universo. La sua presenza sulla Terra viene individuata dal Dottor Midas che lo vuole prendere prigioniero per impossessarsi dell'avanzata tecnologia Kree. Noh-Varr riesce a sconfiggerlo ma perde fiducia nella razza umana e gli dichiara guerra. Nonostante questo però, durante l'invasione skrull, decide di schierarsi con i terrestri e combattere i suoi storici nemici dell'Impero Skrull. Noh-Varr viene anche contattato dallo skrull che credeva d'essere Mar-Vell il quale contribuisce alla sua convinzione di difendere la Terra.
Per il valore mostrato in battaglia, Norman Osborn lo include nella sua formazione di Vendicatori, dandogli il titolo di Capitan Marvel in onore del suo predecessore. Presto Noh-Varr si rende conto della malvagità dei piani di questo gruppo di Vendicatori e decide di abbandonarli. Il loro leader, Norman Osborn, gli invia contro Sentry e i due si affrontano in battaglia, ma Noh-Varr riesce a fuggire. Per capire quale sia il suo ruolo sulla Terra contatta l'Intelligenza Suprema di questa dimensione. Dal massimo esponente della scienza-coscienza dell'Impero Kree gli viene affidato il ruolo di successore di Mar-Vell (il primo Capitan Marvel) come Ruhi-Tugu della Terra (cioè protettore del nostro pianeta). Per aiutarlo nel compito gli consegna delle nega-bande più avanzate tecnologicamente di quelle che aveva Mar-Vell e un nuovo costume che gli permetta di controllare meglio i superpoteri generati dalla tecnologia Kree. Nasce il nuovo Capitan Marvel.

## Carol Danvers
Nel giugno 2012 Carol Danvers, nota in precedenza come la prima Ms. Marvel, eroina nata come controparte femminile del primo Capitano, ha assunto l'identità di Capitan Marvel in una nuova serie regolare della scrittrice Kelly Sue DeConnick e illustrata da Dexter Soy. In questa serie, l'ottava collana Marvel che porta il titolo Captain Marvel, Carol indossa un nuovo costume in parte ispirato a quello precedente e a quello classico dell'originale supereroe Kree. Secondo gli autori questa serie dovrebbe essere incentrata sul significato che la leggenda di Capitan Marvel rappresenta per la Danvers e sull'impatto che la sua scelta di impersonare il vecchio eroe può avere nel resto dell'Universo Marvel.

## Versione Ultimate
Esiste una versione alternativa dell'eroe Kree originale nella Terra alternativa 1610 (denominata Ultimate).
Mar-Vell è apparso nella miniserie di 4 numeri chiamata Il Segreto (Ultimate Secret) pubblicata nei numeri 17-18-19-20 degli Ultimates (da ottobre 2005 a febbraio 2006, Panini Comics) e in Estinzione (Ultimate Extinction) pubblicata su Ultimates n. 23-24-25 (da luglio 2006 a novembre 2006, Panini Comics).

## Altri media

### Videogiochi
- Capitan Marvel è apparso nella versione per PSP del videogioco Marvel: La Grande Alleanza. I costumi utilizzati dal personaggio sono quello del "Guerriero Kree", quello di Mar-Vell, quello di Genis-Vell e quello di Mahr Vehl.
- Capitan Marvel è apparsa nel videogioco Marvel vs. Capcom: Infinite, come personaggio giocabile (Carol Danvers).
- Captain Marvel è apparsa nel videogioco Marvel: S.T.R.I.K.E. Force disponibile per tutti i dispositivi android e iOS.

### Televisione
- Il personaggio è apparso nelle serie animate Super Hero Squad Show, Avengers - I più potenti eroi della Terra, Disk Wars: Avengers e Future Avengers.
- Capitan Marvel è apparsa anche nella serie animata del Marvel Cinematic Universe What If...?

### Cinema
- Nel 2019 è uscito il ventunesimo film del Marvel Cinematic Universe Captain Marvel, prodotto dai Marvel Studios e con protagonista Carol Danvers, interpretata dall'attrice premio Oscar Brie Larson. L'uscita del film era stata preannunciata da una scena dopo i titoli di coda di Avengers: Infinity War (2018), in cui Nick Fury manda un messaggio (presumibilmente una richiesta d'aiuto) attraverso un particolare dispositivo elettronico sul quale, dopo qualche secondo, appare il logo di Capitan Marvel.
- Il personaggio riappare inoltre nei film Avengers: Endgame (2019),[9] Shang-Chi e la leggenda dei Dieci Anelli (2021) e The Marvels (2023).
- Nel ventottesimo film dell'MCU Doctor Strange nel Multiverso della Follia (2022) è presente una variante di Maria Rambeau (interpretata dall'attrice Lashana Lynch) in un altro universo alternativo, catalogato come la Terra-838, che ha ottenuto gli stessi poteri di Capitan Marvel al posto della sua migliore amica Carol Danvers, assumendo tale identità e diventando una dei membri e componenti di una squadra segreta dei supereroi più potenti di quell'universo, noto come gli Illuminati, guidati dal Professor X. Successivamente affronterà la Wanda Maximoff (Scarlet Witch) della Terra-616 insieme ai suoi compagni ma verrà brutalmente uccisa dalla strega.